# 31. BAFTA-gála
A 31. BAFTA-gálát 1978-ban tartották, melynek keretében a Brit film- és televíziós akadémia az 1977. év legjobb filmjeit és alkotóit díjazta.

## Díjazottak és jelöltek
(a díjazottak félkövérrel vannak jelölve)

### Legjobb film
Annie Hall
- A híd túl messze van
- Hálózat
- Rocky

### David Lean-díj a legjobb rendezésért
Woody Allen - Annie Hall
- Richard Attenborough - A híd túl messze van
- Sidney Lumet - Hálózat
- John G. Avildsen - Rocky

### Legjobb elsőfilmes
Isabelle Huppert - A csipkeverőnő
- Olimpia Carlisi - A világ közepe
- Jeannette Clift - The Hiding Place
- Saverio Marconi - Apámuram

### Legjobb főszereplő
Peter Finch - Hálózat
- Woody Allen - Annie Hall
- William Holden - Hálózat
- Sylvester Stallone - Rocky

### Legjobb női főszereplő
Diane Keaton - Annie Hall
- Faye Dunaway - Hálózat
- Shelley Duvall - Három nő
- Lily Tomlin - The Late Show

### Legjobb férfi mellékszereplő
Edward Fox - A híd túl messze van
- Colin Blakely - Equus
- Robert Duvall - Hálózat
- Zero Mostel - A jónevű senki

### Legjobb női mellékszereplő
Jenny Agutter - Equus
- Geraldine Chaplin - Isten hozott Los Angelesben
- Joan Plowright - Equus
- Shelley Winters - Következő megálló: Greenwich Village

### Legjobb forgatókönyv
Annie Hall - Woody Allen, Marshall Brickman
- Equus - Peter Schaffer
- Hálózat - Paddy Chayefsky
- Rocky - Sylvester Stallone

### Legjobb operatőri munka
A híd túl messze van
- A mélység
- Fellini-Casanova
- Valentino

### Legjobb jelmez
Fellini-Casanova
- Joseph Andrews
- New York, New York
- Valentino

### Legjobb vágás
Annie Hall
- A híd túl messze van
- Hálózat
- Rocky

### Anthony Asquith-díj a legjobb filmzenének
A híd túl messze van - John Addison
- Equus - Richard Rodney Bennett
- A kém, aki szeretett engem - Marvin Hamlisch
- Csillag születik - Paul Williams, Barbra Streisand, Kenny Ascher, Rupert Holmes, Leon Russell, Kenny Loggins, Alan Bergman, Marilyn Bergman, Donna Weiss

### Legjobb díszlet
Fellini-Casanova
- A híd túl messze van
- A kém, aki szeretett engem
- Valentino

### Legjobb hang
A híd túl messze van
- Hálózat
- New York, New York
- Csillag születik

### Legjobb dokumentációs rövidfilm
The Living City
- Pipeline Alaska
- Reflections - Ireland
- The Shetland Experience

### Legjobb fikciós rövidfilm
The Bead Game
- The Chinese Word For Horse
- The Sand Castle

### Legjobb speciális film
Path of the Paddle: Solo Whitewater
- Hazchem
- How The Motor Works: Part II - The Carburettor

### Akadémiai tagság
Fred Zinnemann